# 하백 (중국)
하백(河伯)은 중국 신화에 등장하는 강의 신이다. 낙수의 여신 복비(卜妃)는 물에 빠져 죽은 인간, 풍이를 되살리는데, 상제인 제곡에 의해 강의 신이 된다. 신이 되어 우쭐해진 하백은 사람들을 괴롭히고, 담대멸명이 지니고 있는 백옥을 탐내다가 수모를 당한다. 한편 위국 업의 사람들에게 매년 처녀를 바치라고 강요하여 원성이 높았다. 하지만 이 처녀를 바치는 관습은 현령으로 부임한 서문표에 의해 없어졌다. 결국 아내인 복비의 청탁을 받은 예의 화살에 왼쪽 눈이 멀게 된다.
한국 신화에 동명의 신이 존재하는데 이쪽은 압록강의 신이다.

## 같이 보기
- 하백
- 갓파